# 궁호 (조선)
궁호(宮號)는 조선 왕실에서 여성에게 붙었던 칭호이다. 주로 왕이 후궁에게 내린 칭호였다. 비슷한 개념으로 당호가 있다.
- 저경궁 인빈 김씨 : 조선 선조의 후궁이며 추존왕 원종의 생모
- 대빈궁 희빈 장씨 : 조선 숙종의 후궁이며 경종의 생모
- 육상궁 숙빈 최씨 : 조선 숙종의 후궁이며 영조의 생모
- 연호궁 정빈 이씨 : 조선 영조의 후궁이며 추존왕 진종(효장세자)의 생모
- 선희궁 영빈 이씨 : 조선 영조의 후궁이며 추존왕 장조(사도세자)의 생모
- 혜경궁 혜빈 홍씨 : 장조(사도세자)의 정비이며 조선 정조의 생모
- 숙창궁 원빈 홍씨 : 조선 정조의 간택후궁
- 경수궁 화빈 윤씨 : 조선 정조의 간택후궁
- 의빈궁(안현궁) 의빈 성씨 : 조선 정조의 승은후궁이며 문효세자의 생모
- 가순궁 수빈 박씨 : 조선 정조의 간택후궁이며 순조의 생모
- 순화궁 경빈 김씨 : 조선 헌종의 간택후궁
- 덕안궁 순헌황귀비 엄씨 : 조선 고종의 후궁이며 영친왕의 생모

## 같이 보기
- 운현궁
- 미야고